# 新田乡 (侯马市)
新田乡，是中华人民共和国山西省临汾市侯马市下辖的一个乡镇级行政单位。

## 行政区划
新田乡下辖以下地区：
南西庄社区、垤上村、秦村、郭村、郭村堡村、乔村、东庄村、小贺村、北郭马村、南郭马村、北西庄村、东呈王村、辛店村、西呈王村、马庄村、牛村、白店村、宋郭村、汾上村、西侯马村、北堡村、西新城村、常青村、南堡村和东新城村。